# Damian Sawicki
Damian Sawicki (* 30. Juli 1983) ist ein ehemaliger polnischer Automobilrennfahrer.

## Karriere
Damian Sawicki stieg 2000 in der Deutschen Kart Meisterschaft ein.
Mit der Saison 2002 wechselte er in den Formelsport und fuhr in der Formel A – Lista Junior Meisterschaft, in der er den Meistertitel gewann. Parallel startete er in einem Rennen des Formel Renault 2.0 Eurocup. 2005 trat er bei einem Rennen der der Niederländischen Winter-Langstreckenserie an.
In der folgenden Saison stieg er in den Markenpokal-Motorsport ein und ging von 2006 bis 2010 für verschiedene Teams im SEAT Leon Supercopa Germany an den Start. Sein bestes Gesamtresultat in der Rennserie erreichte er 2010 mit dem Vizemeistertitel. Bereits 2007 und 2009 wurde er Dritter in der Markenmeisterschaft.
2009 trat er zusätzlich mit dem Team GAG Racing bei einem Rennen im Seat Leon Eurocup an.
In den Jahren 2007 und 2011 fuhr er im Porsche Carrera Cup Deutschland. Im ersten Jahr fuhr er für Farnbacher Racing bei einem Rennen als Gaststarter. 2011 trat er für die Teams Aust Motorsport und Förch Racing bei fünf Rennen an und wurde 24. in der Gesamtwertung.